# Afwillit
Afwillit je minerál ze skupiny hydratovaných nesosilikátů. Byl objeven roku 1925 na lokalitě Dutoitspan Mine v Kimberley, v Jižní Africe. Pojmenován byl taktéž roku 1925 a to Johnem Parrym a Frederickem Eugenem Wrightem. Jeho jméno bylo vytvořeno zkratkou jména bývalého vedoucího diamantového dolu De Beers, který působil v Jižní Africe, Alpheuse Fullera Williamse.

## Vznik
Tento minerál vzniká za působení kontaktní metamorfózy vápenců se silikáty a nezbytnou hydratací. Zdá se, že afwillite, stejně jako spurit nebo kalcit, se postupně separuje a shlukuje do fluid, které poté krystalizují. Laboratorní studie došly k závěru, že afwillite se formuje při teplotě nižší než 200 °C, dle rozboru obvykle okolo 100 °C.

## Vlastnosti
- Fyzikální vlastnosti: Tvrdost 3-4, křehký, hustota 2,63 g/cm³, štěpnost dokonalá podle {101} a dobrá podle {100}, lom je lasturnatý. Je piezoelektrický.
- Optické vlastnosti: Barvu má průzračně čirou nebo bílou. Vryp je bílý, lesk skelný a je průhledný i průsvitný.
- Chemické vlastnosti: Složení: Ca 35,11 %, Si 16,40 %, O 46,72 %, H 1,77 %. Může být také přítomné zanedbatelné množství nečistot prvků Al, Fe, Mg, F.

## Výskyt
- Dutoitspan Mine, Kimberley, Jižní Afrika
- Scawt Hill, Severní Irsko, Velká Británie
- Sky Blue Hill, Kalifornie, USA
- poblíž Bicchu, Prefektura Okajama, Japonsko
- Ajalonské údolí, Izrael

## Parageneze
Často v asociaci s apofylitem, natrolitem, thaumasitem, merwinitem, spuritem, gehlenitem, ettringitem, portlanditem, hillebranditem, foshagitem, brucitem a kalcitem.

## Využití
Tento minerál nemá žádné specifické využití, avšak můžeme ho najít například v tuhnoucím betonu z portlandského cementu, kde dochází k potřebné hydrataci vápníkem bohatých silikátů.